# (10153) Goldman
(10153) Goldman (1994 UB) – planetoida z pasa głównego asteroid okrążająca Słońce w ciągu 3,52 lat w średniej odległości 2,31 j.a. Odkryta 26 października 1994 roku.